# Благой Нацоскі
Благой Нацоскі (нар. 18 травня 1979, Скоп'є, СФРЮ) — македонський оперний співак (тенор). Закінчив консерваторію «Лічініо Рефіче» (Фрозіноне).